# Лі Мін (футболіст, 1971)
Лі Мін (кит.: 李明, нар. 26 січня 1971, Цзінань) — китайський футболіст, що грав на позиції півзахисника за клуб «Далянь Шиде», а також національну збірну Китаю. По завершенні ігрової кар'єри — тренер.
Семиразовий чемпіон Китаю. 

## Клубна кар'єра
Народився 26 січня 1971 року в місті Цзінань. Вихованець футбольної школи клубу «Далянь Шиде». Дорослу футбольну кар'єру розпочав 1989 року в основній команді того ж клубу, кольори якої і захищав протягом усієї своєї кар'єри гравця, що тривала сімнадцять років. За цей період сім разів вигравав  футбольну першість Китаю.

## Виступи за збірну
1992 року дебютував в офіційних матчах у складі національної збірної Китаю.
У складі збірної був учасником чотирьох Кубків Азії з футболу — 1992 року в Японії, на якому команда здобула бронзові нагороди, 1996 року в ОАЕ, 2000 року в Лівані, а також  2004 року в Китаї, де разом з командою здобув «срібло».
Загалом протягом кар'єри в національній команді, яка тривала 13 років, провів у її формі 92 матчі, забивши 9 голів.

## Кар'єра тренера
Розпочав тренерську кар'єру, повернувшись до футболу після невеликої перерви, 2013 року, очоливши тренерський штаб клубу «Далянь Аербін».
Згодом у 2015–2018 роках працював із молодіжною збірною Китаю.

## Титули і досягнення
- Чемпіон Китаю (7):

«Далянь Шиде»: 1994, 1996, 1997, 1998, 2000, 2001, 2002